# ژرژ پرینال
ژرژ پرینال (انگلیسی: Georges Périnal؛ ۱۸۹۷ – ۲۳ آوریل ۱۹۶۵) یک مدیر فیلم‌برداری اهل فرانسه بود. 
وی همچنین برنده جوایزی همچون جایزه اسکار بهترین فیلمبرداری شده است.